# 圣莱热叙罗阿讷
圣莱热叙罗阿讷（法語：Saint-Léger-sur-Roanne，發音：[sɛ̃ leʒe syʁ ʁɔan] ⓘ，意为“罗阿讷上方的圣莱热”）是法国卢瓦尔省罗阿讷区的市镇，位于该省北部，面积4.51平方千米，2022年1月1日人口为1,159人。圣莱热叙罗阿讷属于罗阿讷城市圈的一部分。

## 地名
与通常在法语地名中表示“在……河畔”之意的“sur”不同，该地名Saint-Léger-sur-Roanne中的“sur”意为“在……上方”，表示名为圣莱热（Saint-Léger）的该地与罗阿讷（Roanne）的位置关系，并以“罗阿讷上方的圣莱热”之名区分其他的“圣莱热”，且事实上也并无“罗阿讷河”存在。

## 地理
圣莱热叙罗阿讷（46°2'24"N, 3°59'49"E）面积4.51平方千米，位于法国奥弗涅-罗讷-阿尔卑斯大区卢瓦尔省，该省份为法国中南部省份，北起顺时针与索恩-卢瓦尔省、罗讷省、伊泽尔省、阿尔代什省、上盧瓦爾省、多姆山省和阿列省接壤。
与圣莱热叙罗阿讷接壤的市镇（或旧市镇、城区）包括：圣罗曼拉莫特、普伊莱诺南、里奥尔日。
圣莱热叙罗阿讷的时区为UTC+01:00、UTC+02:00（夏令时）。

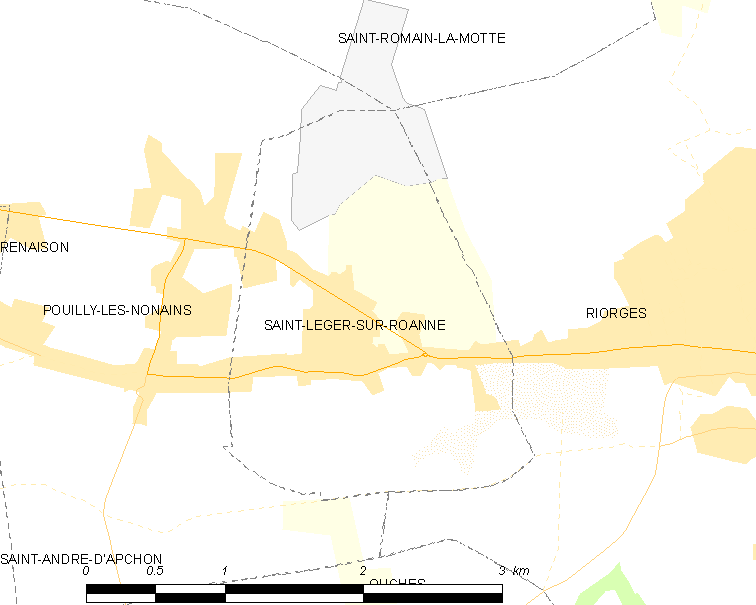
圣莱热叙罗阿讷的OSM定位图

## 行政
圣莱热叙罗阿讷的邮政编码为42155，INSEE市镇编码为42253。

## 政治
圣莱热叙罗阿讷所属的省级选区为罗阿讷第二县。

## 交通
罗阿讷机场在圣莱热罗阿讷境内。

## 人口

1962-2008年间圣莱热叙罗阿讷人口变化图示

圣莱热叙罗阿讷于2022年1月1日时的人口数量为1159人。